# Могильов ІІ
Могильóв ІІ (біл. Магілёў ІІ) — вантажно-пасажирська вузлова залізнична станція Могильовського відділення Білоруської залізниці на перетині неелектрифікованих ліній Орша-Центральна — Могильов I — Жлобин, Осиповичі I — Могильов I і Могильов II — Кричів I. Розташована за 3 км на південь від станції Могильов I в однойменному місті Могильовської області.

## Пасажирське сполучення
Приміське сполучення здійснюється поїздами регіональних ліній економ-класу до станцій Могильов I, Бихів, Друть, Жлобин-Пасажирський, Осиповичі I.